# ホウライアオカズラ
ホウライアオカズラ（学名: Gymnema sylvestre、蓬萊青葛、蓬萊青蔓）は、インドの南部や中央部やスリランカの熱帯林を原産とするハーブである。キョウチクトウ科（旧分類ではガガイモ科）に属するつる植物。この植物の葉を噛み続けると甘味を感じなくなる。この現象は、ギムネマ酸によるものである。ホウライアオカズラは、2千年近くにわたり糖尿病の治療用のハーブとして使用され続けているが、その効能を裏打ちするだけの明確な証拠が十分ではない。ホウライアオカズラには、ギムネマ・シルベスタ、ギムネマ、カウプラント、オーストラリアカウプラント、グルマリ、グルマルブーティ、グルマル、木のプロペリカなどの通称がある。

## 化学成分
ホウライアオカズラの主要な生理活性成分は、オレアナン型のトリテルペノイドサポニンとして知られているギムネマ酸である。

## ハーブとしての利用
研究は継続中ではあるものの、ハーブとしての効果は完全には解明されていない。ギムネマを口にすると砂糖の甘味が減少する。この葉から抽出された甘味を減少させる活性物質は、ギムネマ酸として知られる配糖体である。この効果は約2時間まで継続する。このハーブが舌に存在する砂糖の受容体をブロックするのではないかとの仮説がある。この効果はラットの単離された神経細胞で観察されている。
この活性成分はギムネマ酸に関連した化合物群であると考えられている。精製されたギムネマ酸は味覚生理学で実験試薬として広く使用されている。ギムネマ酸は動物実験で抗糖尿病効果が示された。また、ラットにおいて、アカルボースと同時に使用すると腸でのマルトースの吸収を減少させた他、遊離オレイン酸の吸収を減少させた。
歴史的には、この葉は胃腸障害、便秘、水貯留、肝臓病に利用されていたが、これらの効能は科学的研究によって支持されているわけではない。
ホウライアオカズラの水溶性抽出物は、細胞の生存を脅かさない程度の濃度（0.125 mg/ml）でマウスとヒトのβ細胞において細胞内カルシウムとインスリン分泌の可逆的な増加をもたらした。この細胞実験データから、ホウライアオカズラに由来する抽出物が2型糖尿病罹患者のインスリン分泌促進のための治療に有用である可能性が示唆される。このインスリンレベルの上昇は、膵臓内の細胞の再生によるものである可能性がある。ホウライアオカズラは、マウスにおいてグルコースを生成する肝臓を刺激する副腎皮質ホルモンを抑制することができ、それゆえ血糖値を減少させることもできる。ギムネマ酸は、小腸からのグルコースの吸収を阻害する。ホウライアオカズラに含まれるサポニンであるギムネモシド(gymnemoside)類が小腸からのグルコースの吸収を阻害する。ホウライアオカズラは、腸からの糖の吸収抑制作用、膵臓内分泌系の修復または再生機能によるインスリン濃度の増加作用、血糖値の上昇抑制作用が報告されており、糖尿病の治療効果のあることも報告されている。
インドにおける糖尿病の臨床試験では、400mg/日のギムネマの葉の水溶性の酸性抽出物を投与している。しかしながら、ホウライアオカズラは1型、2型ともの糖尿病患者の血糖値コントロールのためにインスリンの代替物として使用することはできない。